# Fimbristylis mozambicensis
Fimbristylis mozambicensis är en halvgräsart som beskrevs av Michel Gandoger. Fimbristylis mozambicensis ingår i släktet Fimbristylis och familjen halvgräs.
Artens utbredningsområde är Moçambique. Inga underarter finns listade i Catalogue of Life.